# Општина Колелија (Јаломица)
Колелија (рум. Colelia) општина је у Румунији у округу Јаломица.
Oпштина се налази на надморској висини од 57 m.

## Становништво

### Хронологија
| Година       | 2005 | 2006 | 2007 | 2008 | 2009 | 2010 | 2011 | 2012 | 2013 | 2014 | 2015 | 2016 | 2017 |
| ------------ | ---- | ---- | ---- | ---- | ---- | ---- | ---- | ---- | ---- | ---- | ---- | ---- | ---- |
| Становништво | 1266 | 1262 | 1254 | 1229 | 1218 | 1204 | 1203 | 1191 | 1182 | 1175 | 1181 | 1167 | 1132 |